# ダヴィド・ベン＝グリオン
ダヴィド・ベン＝グリオン（ヘブライ語: דוד בן-גוריון、 David Ben-Gurion、1886年10月16日 - 1973年12月1日）は、イスラエルの政治家。首相（初代・第3代）を務めた。
ポーランドのプロニスクで生まれ、パレスチナ移住後はユダヤ系住民のイギリス軍への参加を呼びかけると共に、ナチスの弾圧によって多くのユダヤ系難民がパレスチナへ押し寄せる様になると、これを規制しようとするイギリス当局と折衝して難民受け入れに尽力した。
1947年に国際連合がパレスチナ分割を決議するとメナヘム・ベギンら率いるイルグンなど過激強硬派のテロや反発を抑えながら、独立への準備を進め1948年5月14日にイスラエルの独立を宣言した。

## 生涯

### 生い立ちとパレスチナでの生活
ベン＝グリオンはダヴィド・グリューン (David Grün) としてポーランドのプロニスク（当時ロシア帝国領）で生まれた。ワルシャワ大学に在学中、東ヨーロッパでの反ユダヤ主義の流行と、ユダヤ人の虐殺（ポグロム）に衝撃を受け、彼は熱烈なシオニストおよび社会主義者としてポアレ・ツィオン運動の指導者となった。

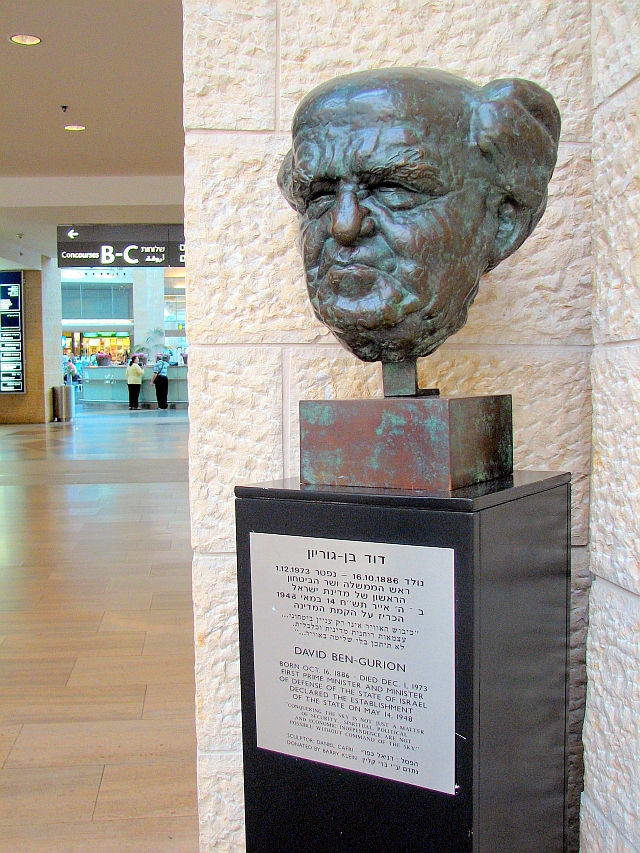
ベン・グリオン国際空港にあるベン＝グリオンの像

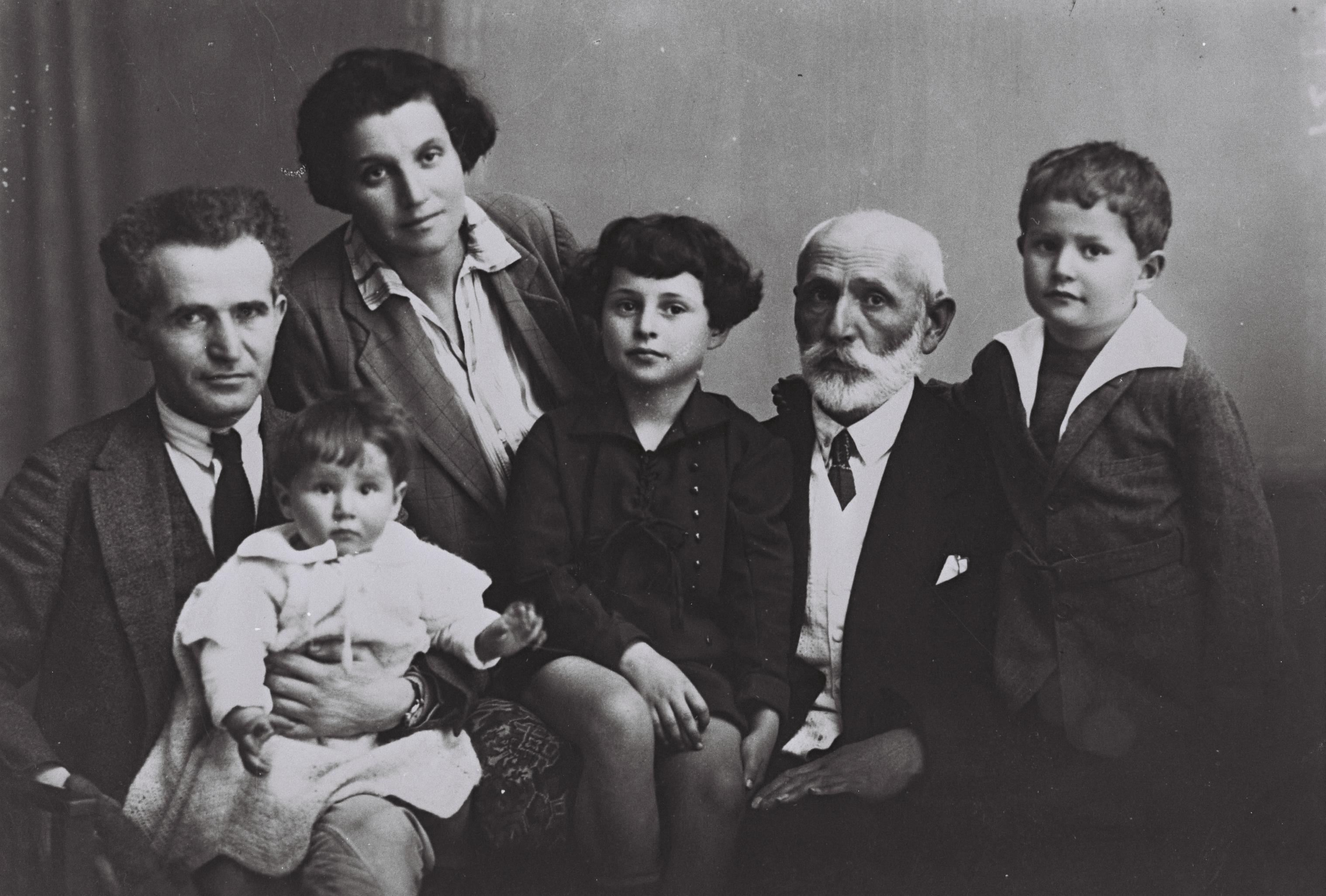
1929年、テルアヴィヴの家にて。ベン＝グリオンの家族。左から、ダヴィド、パウラ（妻）、ダヴィドの膝の上にいるのがレナナ（末娘）、右にゲウラ（娘）、アヴィグドール・グリューン（父）、アモス（息子）。

1906年9月7日に13人の仲間と共にパレスチナのヤッフォへ移り住む。パレスチナでは最初、オレンジ農業などを行っていたが、僚友イツハク・ベンツビらが参加していたハショメルHaShomer（パレスチナ入植者による自警組織）に志願し、行動するようになる。1912年にベンツビとともにイスタンブール大学で法律を学ぶためオスマン帝国のイスタンブールへ移る。
彼は最初労働シオニストの新聞『アハドゥト（労働）』で編集部員として働き、政治活動を始めると共にヘブライ語の名前ベン＝グリオン (דוד בן גוריון) を使い始めた。この名は中世の歴史家ヨセフ・ベン・グリオン(Yosef ben Gurion)から取られた。
しかし、シオニスト会議の出席者名簿の中に2人の名前を見つけたジェマル・パシャによって、オスマン帝国統治下のパレスチナにおける政治活動を理由に、オスマン帝国を永久追放されることが決まった。拘束期間中は、学生であったこともあり、丁重に扱われたという。
1915年にニューヨークに移住し、後の妻となるロシア生まれのパウラ・ムンワイスと出会う。彼らは1917年に結婚する。彼らの間には3人の子供がいた。1917年11月2日に発せられたバルフォア宣言も米国で一報を受けている。1918年になると、イギリス陸軍のユダヤ人部隊に志願した。一家は第一次世界大戦後イギリスの委任統治領となったパレスチナに帰還した。
ベン＝グリオンは後に、当時のパレスチナでの生活について「自力で土地を開拓しなければ、土地は我々のものにならないので、ユダヤ人の村でアラブ人が働くのは危険だと考えていた。だが、我々はそこでアラブ人と衝突したことは一度もなく、アラブ人の憎しみを買うこともなかった」と書いている。

### シオニストのリーダー

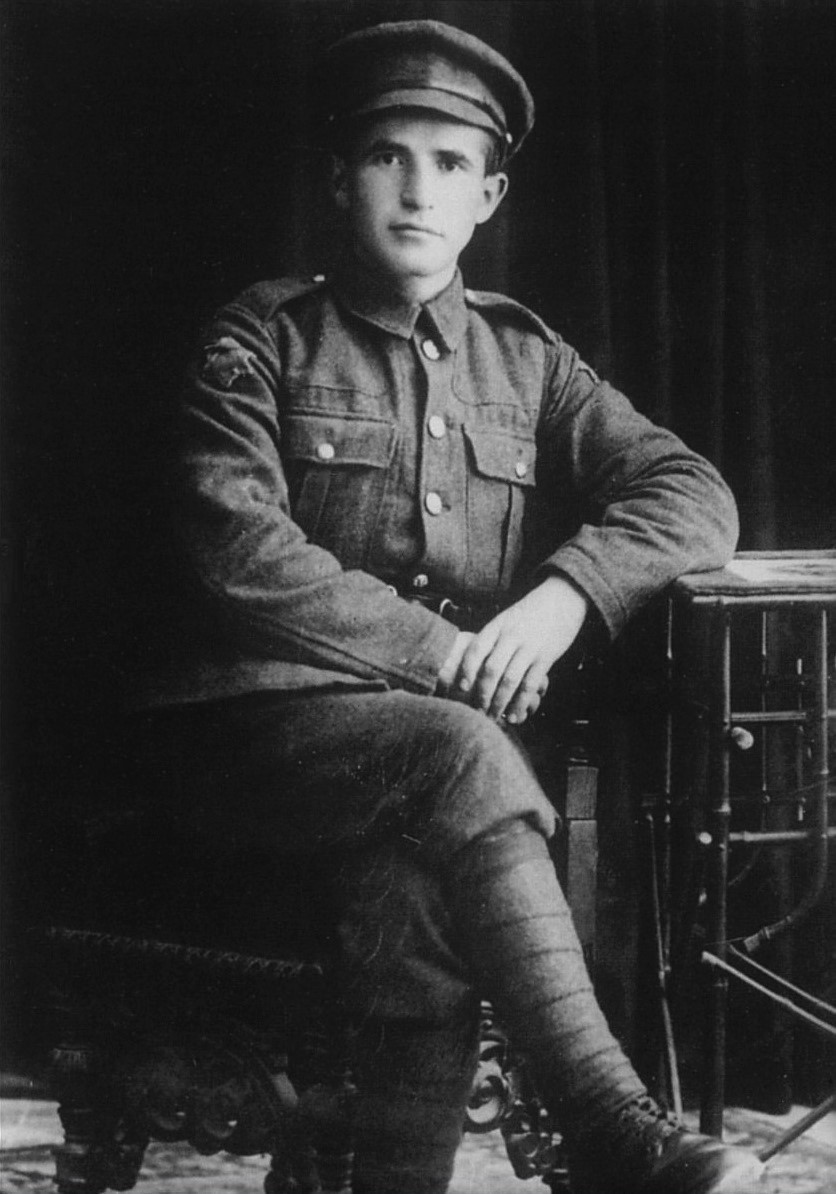
1918年、イギリス陸軍のユダヤ人部隊に志願したベン＝グリオン

マルクス主義者でポアレ・ツィオンの創設者だったベル・ボロコフの死後、ポアレ・ツィオンは左派と右派に別れ、1919年にベン＝グリオンは、彼の友人であり労働シオニズムの右派勢力の指導者だったベルル・カツネルソンと共に、ポアレ・ツィオン右派を中心にアフドゥト・ハアヴォダ（Ahdut HaAvoda）を立ち上げ、1919年にベン＝グリオンはリーダーとなった。1920年12月には「ヒスタドルート Histadrut」（シオニスト労働同盟パレスチナ）を結成し、後にその書記長となって、イギリス統治下のユダヤ人社会での労働者の地位向上に注力した。また、自衛組織のハガナーの結成にも関わりアラブ人によるキブツの襲撃に軍事的に対抗した。
1930年にはヒスタドルートを基盤として、ハポエル・ハツァイル（Hapoel Hatzair、青年労働者、1905年にA. D. ゴードンにより創設された）と合同し、より労働党右派の傾向の増した「マパイ党 」を結成して政治的影響力を強め、ベン＝グリオンは指導者となった。マパイは左派の機関だったが、他の派閥ほど左寄りではなかった。労働シオニズムの左派の代表としてはマパム（Mapam）があったが、労働シオニズム右派は世界シオニスト機構の議会において優勢化する傾向があった。1935年にはベン＝グリオンはパレスチナのユダヤ機関の執行委員会の議長となり、役職は1948年のイスラエル建国まで続いた。
1936年から1939年にかけてのパレスチナでのアラブ人暴動の間、ベン＝グリオンは『Havlagah』と呼ばれるハガナーやその他の集団にアラブ人のユダヤ市民に対する攻撃への報復はせず、自衛に専念するよう呼びかける抑制政策を行った。
1937年のピール委員会において、パレスチナをユダヤ人とアラブ人の土地に分ける分割案が出されると、ベン＝グリオンはこれを支持した。この判断は分割案に反対するゼエヴ・ジャボチンスキーとの論争を巻き起こし、結果としてジャボチンスキーの支持者らはハガナーから分離し、ベン＝グリオンの政策を無視することになる。
イスラエル建国後、ブナイ・ブリスのジャボチンスキーをイスラエルの地に再埋葬する提案に対し、ベン＝グリオンは1958年5月7日にブナイ・ブリスの副代表でテルアヴィヴ地方裁判所の判事だったヨセフ・ラムに「我が国は生者はともかく、死者を必要としてはいない。そして我が国に墓碑銘が増えることを歓ぶイスラエル人を、私は寡聞にして知らない」と手紙を書き送った。この願いはレヴィ・エシュコル首相の時代に達せられた。

### 首相就任

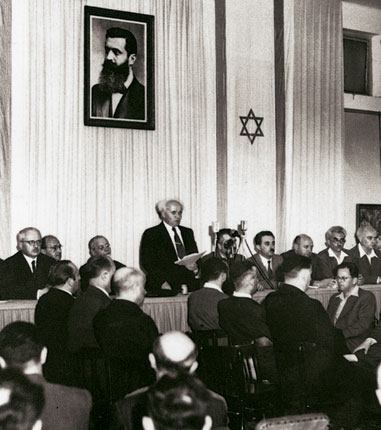
イスラエル建国を宣言するベン＝グリオン、壁の肖像は「シオニズムの父」テオドール・ヘルツル

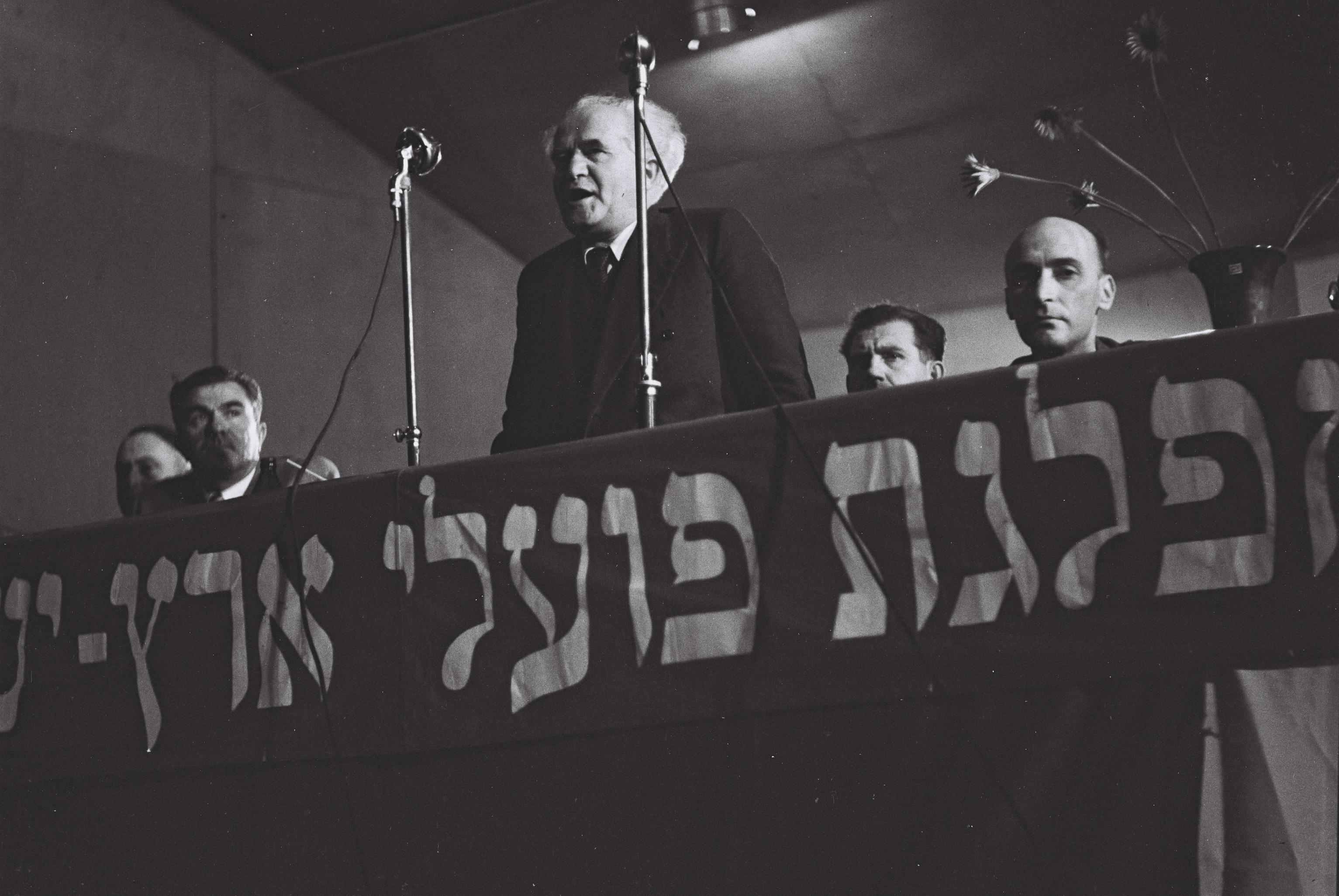
1949年1月20日、クネセト選挙のための演説を行うベン＝グリオン。

ベン＝グリオンは1948年5月14日、イスラエル国家の設立を宣言した。彼はイスラエル独立宣言の中で、新しい国家は「人種、信条、性差に偏見を持たず、市民の完全な社会的、政治的平等を守る」と述べた。1949年5月11日にはイスラエルの国連加盟を実現した。
独立直後に第1次中東戦争が勃発するが、その期間中にベン＝グリオンは初代イスラエル首相に選ばれ、これを戦い抜いて領土拡大など戦果を収めている。以来彼は、1948年5月14日から1963年まで、1954年から1955年の約2年間を除いて首相であり続けた。首相としては国の機関の設立を監督し、占領地の開拓に力を入れると共に、1949年から翌年にかけてイエメンからユダヤ系住民を空輸して受け入れる魔法の絨毯作戦を実行し、「国の水がめ」（National Water Carrier of Israel）の建設、地方開発計画とニュータウンや都市の建設など、国と国民の生活の発展に向けた、さまざまな国家プロジェクトを統括する立場にあった。特に、彼はネゲヴなどの辺境の地域の入植地開拓に力を注いだ。

### 首相退任
1953年10月にキビヤ村虐殺事件が起こった際、ベン＝グリオンは事件を引き起こした軍事作戦での要職にあった。1953年末、彼は政府職辞任の意を表明し、1954年1月にモシェ・シャレットに第2代首相の座を渡した。
ベン＝グリオンは1955年に国防相のポストを引き受けて政界に復帰し、すぐさま首相に再選した。
ベン＝グリオンは1963年に「個人的理由」として首相の座を辞し、レヴィ・エシュコルを次期首相に指名するが、1年後、ラヴォン事件について2人の対立が始まり、1965年ベン＝グリオンは政党を離れ、新政党ラフィ（Rafi）を結成、10の議席を得た。六日間戦争の後、ベン＝グリオンはエルサレム、ゴラン高原、ヘブロン山を除く全ての占領地域を返還することに賛成していた。
1968年、ラフィがマパイと合併しアラインメント（Alignment）となっても、ベン＝グリオンは彼の元の政党との和解を拒んだ。彼は選挙改革として、選挙区制制度から比例代表制方式に移行することを望んだ。彼はその後、別の新党としてナショナル・リスト（National List）を立ち上げ、1969年の選挙で4議席を獲得した。

### ネゲヴへの隠棲
1970年に政界引退しキブツに隠棲した。

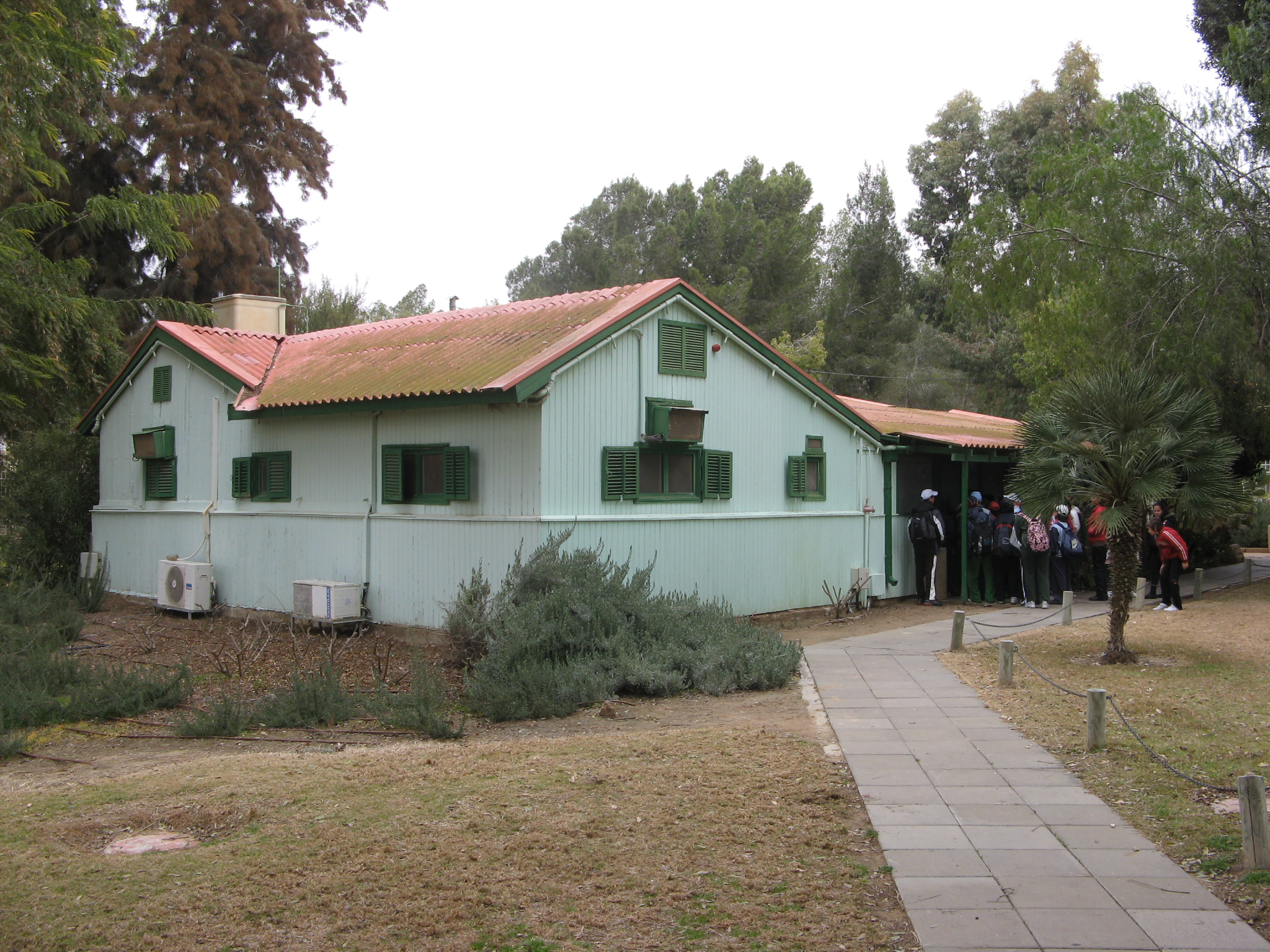
ベン＝グリオンが移り住んだキブツ・Sde Bokerの彼の家

ベン＝グリオンは閑疎とした不毛のネゲヴ砂漠に入植地を作ることがパレスチナのアラブ人たちの反発を最も抑えられる方法だと考え、身を以って範を垂れるためネゲヴの中心のスデ・ボケル（Sde Boker）というキブツに移ることを選び、水を送るために国立の貯水池を建てた。彼はユダヤの人々が人類に大きく貢献することができる場所として、砂漠を開発する挑戦に努めた。
ベン＝グリオンは死後、ネゲヴ砂漠のミドレシェト・ベン＝グリオン（Midreshet Ben-Gurion）に妻とともに埋葬された。1975年発行の旧500イスラエル・リラ紙幣で肖像が使用されている。

## 政治姿勢

### イギリスのパレスチナ委任統治

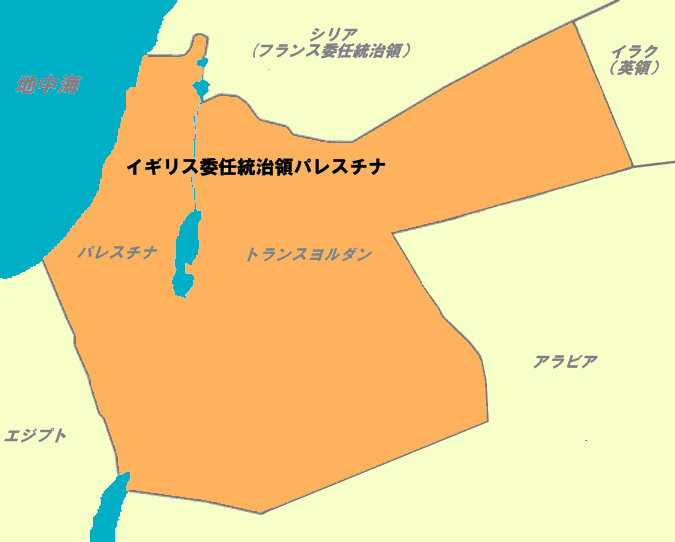
イギリス委任統治領パレスチナの領土

イギリスのマクドナルド白書（White Paper of 1939）に基づき、パレスチナへのユダヤ人移民が規制され、最初の5年間は年に15,000人、それ以降はアラブ人の同意が必要と規定された。制限はユダヤ人がアラブ人から土地を買う権利にも置かれた。この宣言の後、ベン＝グリオンは彼のイギリスに対する政策を変えることになり、「白書の方針による妨害によって、パレスチナの平和は最高の状態を維持できないでしょう。」と述べた。ベン＝グリオンはアラブとの和平解決の可能性はなく、すぐにイシューヴに戦争を準備させようと考えていた。S・テヴェツによれば、彼のイギリスの戦争支持の試みのためのイシューヴの動員活動は、『ユダヤ人軍隊』の核兵器の製造を後押しし、その努力の結果、ユダヤ人の国家を建設するシオニズムの闘争を勝ち取ることに成功したという。
第二次世界大戦中、ベン＝グリオンはパレスチナのユダヤ人に、イギリス陸軍に志願することを奨励した。彼がユダヤ人に向けて語った有名な言葉に「白書が無いかのようにイギリスの戦争を助け、戦争が無いかのように白書に対抗する。」がある。パレスチナのユダヤ人人口の約10%がイギリス陸軍に志願し、その中には多くの女性も含まれていた。同じ頃、ベン＝グリオンは多くのヨーロッパからの違法移民を、イギリスの強い移民規制がある中で援助していた。
1946年、ベン＝グリオンはハガナーが、イギリス当局と戦闘中のメナヘム・ベギン率いるイルグンと協力することに同意した。ベン＝グリオンは、ベギンの提案した1946年のキング・デイヴィッド・ホテルの爆破を、駐在するイギリス軍を殺すというよりも、戸惑わせる目的で、最初は認めた。しかし、大量殺人の可能性が浮き彫りになると、ベン＝グリオンはベギンに作戦の中止を求めたが、ベギンは拒否したという。結局キング・デイヴィッド・ホテル爆破事件は起こり、このホテルをオフィスとして使っていたイギリス軍や委任統治当局に多数の死者が出た。
違法なユダヤ人の移住はイギリスに国際連盟の命令に基づいたユダヤ人の移住を認めるのか、それとも止めるのかの選択を迫ることになった。1948年、イギリスは後者を選び、国際連合決議によるユダヤ人とアラブ人の領土分割（パレスチナ分割決議）の後も、制限に変更はなかった。

### 宗教政党
1947年9月にベン＝グリオンは、正統派アグダト・イスラエル党とは現状維持で迎える合意に達した。彼はアグダト・イスラエル党に、安息日をイスラエルの公式の休暇日とし、民事婚をなくし、正統派の分野には独立した宗教教育の範囲が与えられることを約束する手紙を送った。

### 国防軍の指揮
1948年の第一次中東戦争の間、ベン＝グリオンはまだ国ができて間もない頃の軍事作戦を指揮した。イスラエル独立の最初の週には全ての軍事勢力をイスラエル国防軍（IDF）として一つの国軍とすることを命じた。そのために、ベン＝グリオンはイルグンの購入した武器を運んでいた「アルタレナ号」という船を沈める命令を下し、約16人のイルグンのメンバーが攻撃により死亡した。（詳細は#アルタレナ号事件で後述）

### アルタレナ号事件

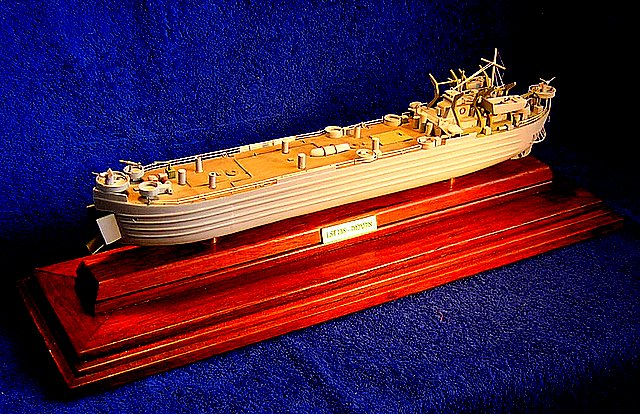
アルタレナ号（模型）

1948年6月19日、第一次中東戦争の休戦中、900人のイスラエルへの移民と多数のイルグン義勇兵、他にライフル、軽機関銃などイルグンの武器を積み込んだ輸送船アルタレナ号が、南フランスからイスラエルの海岸に航行してきた。ベン＝グリオンはすでに正式にIDFに編入されていたイルグンの分派活動を許さず、武器の引渡しを求めたが、ベギンはこの要求に応じなかった。20日にはアルタレナ号はクファル・ヴィトキン沿岸に接近した。結果イスラエル軍と銃撃戦となり、その場でイスラエル軍側2名、イルグン側6名の死者を出した。上陸したイルグンは降伏し、命令に従うことを約束したが、アルタレナ号はその場を去っていった。
翌21日夜、ベン＝グリオンと国防次官レヴィ・エシュコル、シモン・ペレスらはテルアヴィヴから少し内陸にあるラマト・ガンの陸軍本部で反対派の襲撃に備え、ライフル片手に一夜を過ごした。その頃、ベギンらの乗るアルタレナ号は南下してテルアヴィヴに向かっていた。ベン=グリオンは彼らに繰り返し武器の引渡しを命じたが、拒否された。アルタレナのイルグン勢は海岸付近に集結したイスラエル軍に対し機関銃を浴びせ、戦端を開いた。応戦で船は炎上した。

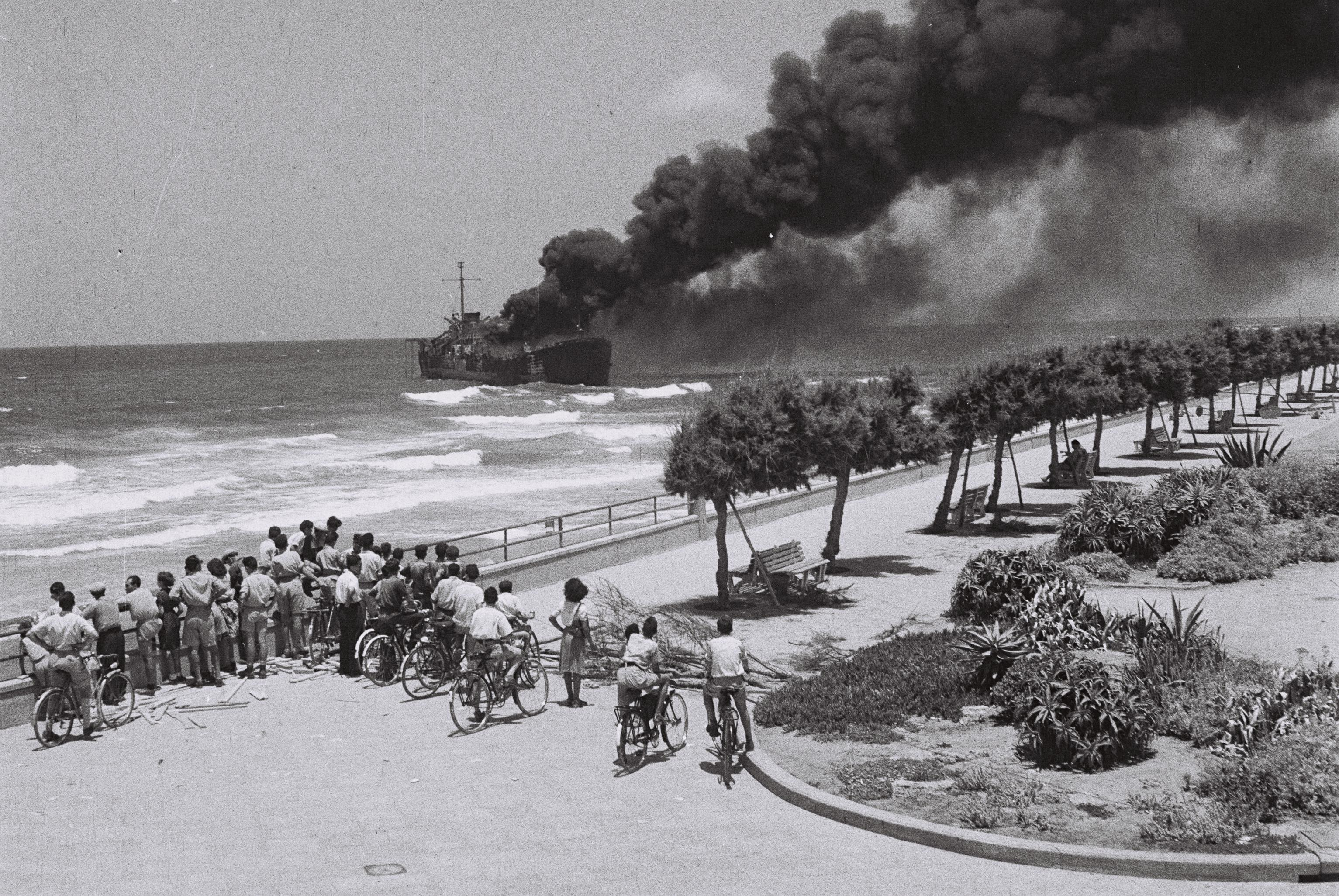
22日、テルアヴィヴ海岸近くで砲撃され、煙を上げるアルタレナ号

22日、ベン＝グリオンは臨時評議会の会議を招集し、この事件を報告したとき、「船を燃え上がらせた船は幸いだ。この銃はやがてイスラエル戦争博物館に展示されるだろう」と語った。
また、イルグン側に死者が出たことに世論が悼んでいることを憂慮したが、評議会の一員のラビ（導師）メイル・ベルリンは『ユダヤ人によるユダヤ人の殺害』として警告を発した。
ベン＝グリオンは反論し、次のように述べた。

### 対立政党
1949年1月25日、第一回国政総選挙（クネセト選挙）が行われ、ベン＝グリオンのマパイは46議席を獲得し、最大の議席を占める単独党派となったが、総議席120の過半数には満たなかった。ベギンが党首となったヘルートは14議席を獲得し、ベギンはクネセト議員となり、マキ（共産党）も4議席を得た。選挙が終わるとベン＝グリオンは連立政権を作るにあたって、「ヘルートとマキをはずす」という指導原理を明らかにした。彼は以後、この原則から決して逸脱することはなく、ヘルートはそれから20年近く野党の座にとどまった。

### パレスチナ・アラブ人
ベン・グリオンはパレスチナのアラブ人の土地への強い帰属意識を感じていたが、最終的にはこれが弱まることを願っていた。ナフム・ゴルドマンによれば、1956年の『アラブ問題』についての話し合いで、「なぜアラブ人達が和平に応じるべきか？もし、私がアラブ人のリーダーなら、イスラエルとは決して話がまとまらないでしょう。それは自然です。我々は彼らの国を奪った･･･、これまでに反セム主義、ナチス、ヒトラー、アウシュビッツがありました。しかし、それは彼らの過ちによるものでしょうか？彼らは一つの物事しか見ていません。我々はここへ来て、彼らの国を盗んだ。なぜそれを受け入れるべきなのでしょう？おそらく、彼らは1、2世代のあいだに忘れるでしょう。ただ、今のところ可能性はありません。そう、それは単純なことです。我々は強くあり続け、強力な軍隊を維持しなければなりません。」とベン＝グリオンは述べたという。
アラブ人感情が、ベン＝グリオンの軍事力確立を強調する姿勢に導いたとする見方は、シムハ・フラパンに支持された。彼はベン＝グリオンが1938年に語った「私は我々の力を信じ、そして我々の力が育つことを信じます。そしてそれが成されるならば、調和は生まれるでしょう･･･。」という発言を引き合いに出している。

### 西ドイツとの関係強化
1960年には西ドイツ首相のコンラート・アデナウアーとニューヨークのウォルドルフ＝アストリアホテルで会談し、アデナウアーは、ドイツの賠償支払いが終わってもイスラエルに対する借款による財政援助は続けることを約束し、武器給与に関しても同意した。しかし外交関係の樹立は保留された。アデナウアーの方で、西ドイツがイスラエルを承認すればアラブ諸国が東ドイツを承認してしまうのではないかと危惧したためであった。
1962年にドイツ人の科学者が、イスラエルと対立していたエジプトでミサイルを開発している事実が明らかになると、ベン＝グリオンは国防次官シモン・ペレスを通してドイツ国防相フランツ・ヨーゼフ・シュトラウスに科学者達を処分するよう要請する書簡を送った。メナヘム・ベギンら政府への抵抗勢力や宗教政党は、ドイツに対する厳正な態度を求め、西ドイツとの外交関係や、イスラエル製機関銃ウージーを西ドイツへ売り渡す取引をも持ち出して非難した。ドイツとの関係維持を狙うベン＝グリオンはエジプトにいるドイツ人科学者もミサイルも、脅威になるほどの危険は無いと主張した。しかしその後モサドの工作員のウォルフガング・ロッツらによる工作よって、これらのドイツ人科学者がドイツに戻るように仕向けられた。

## その他

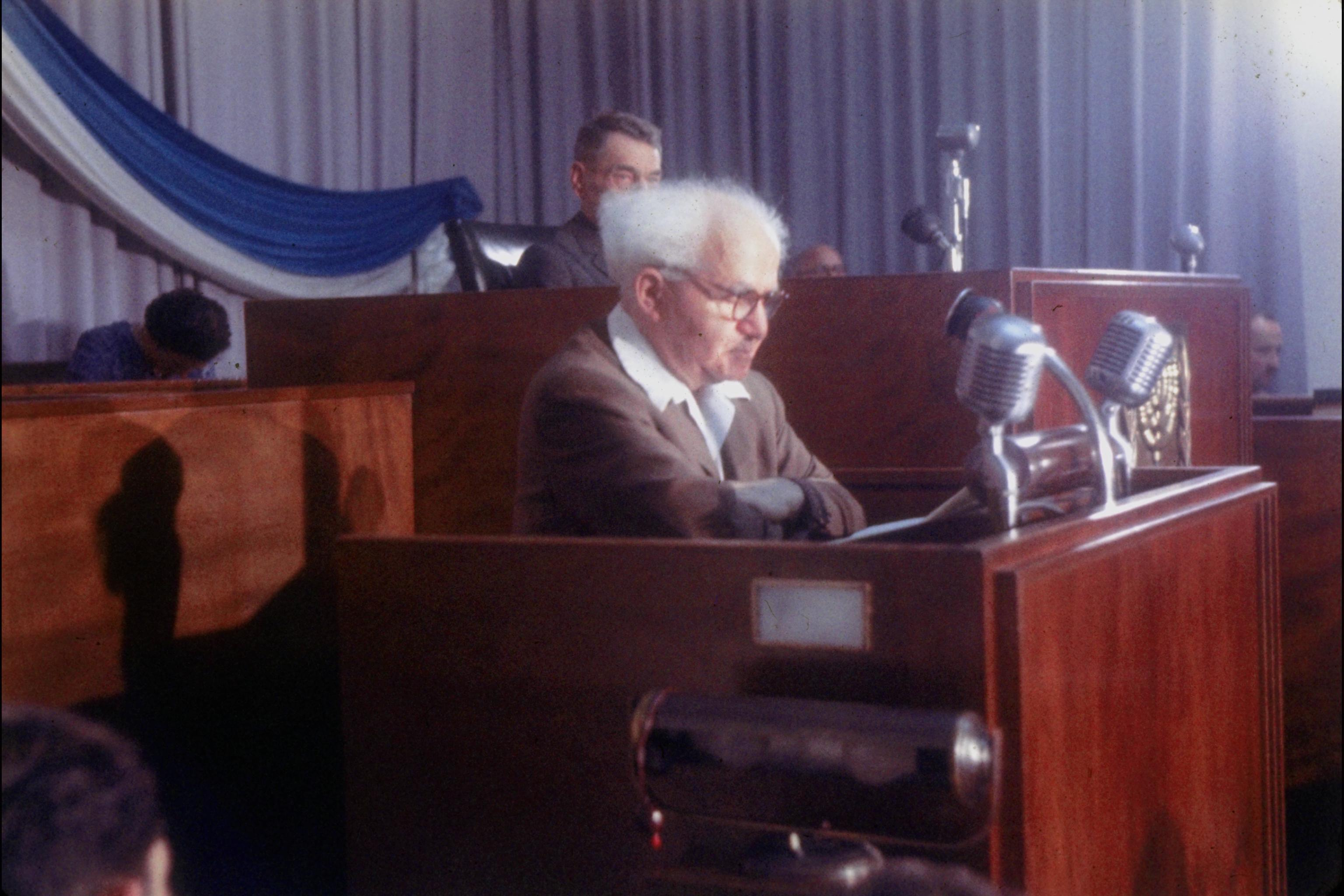
クネセトで演説するベン＝グリオン（1957年）。

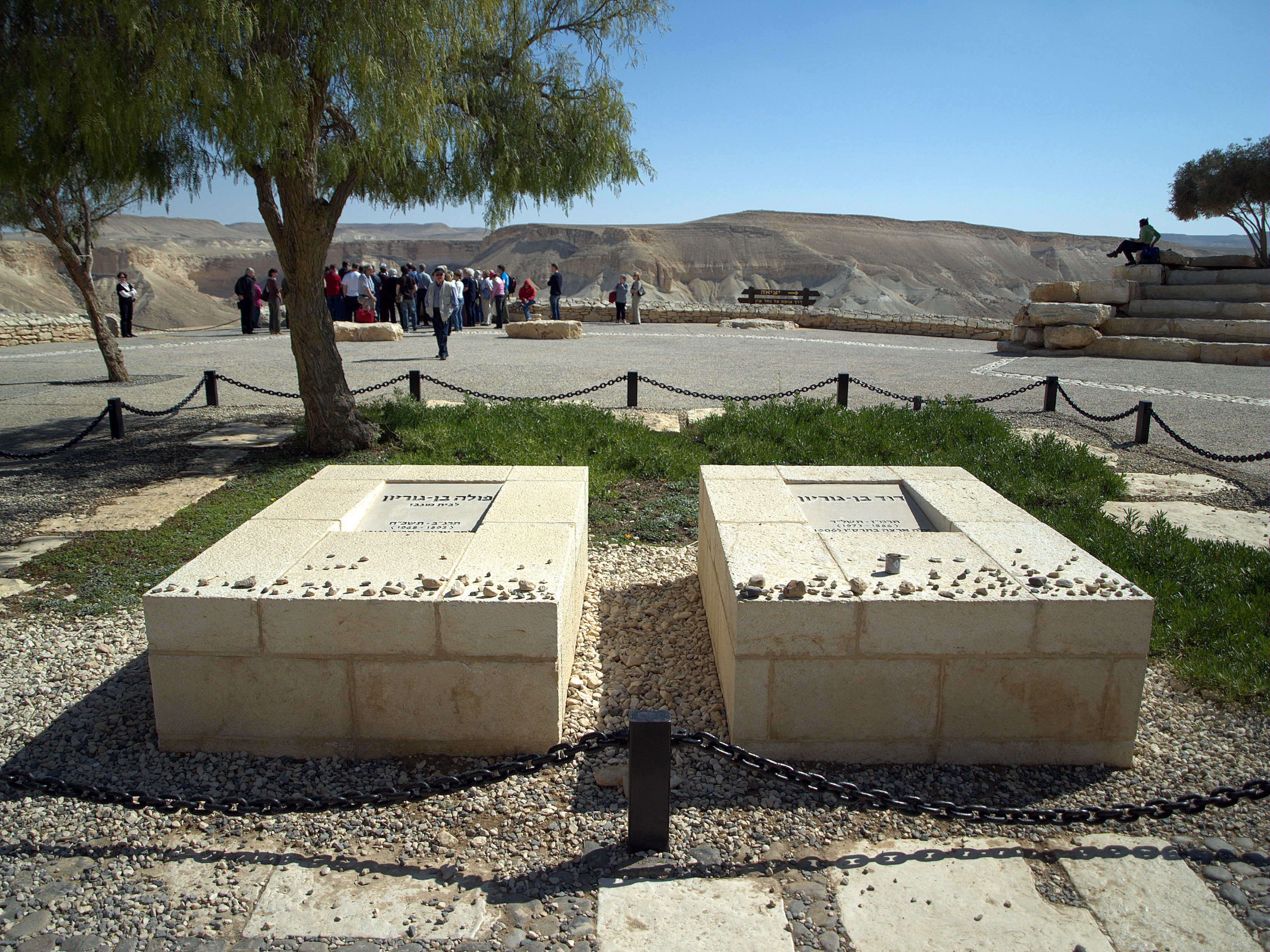
ベン＝グリオンと妻のパウラ・ムンワイスの墓。

- アメリカ合衆国のジョージ・ワシントンやインド共和国のマハトマ・ガンディーに相当する、イスラエル建国の父。同国の空の玄関口で国際定期旅客便のほとんどが到着する空港は、彼の名をとって、ベン・グリオン国際空港と呼ばれる。
- 1969年にベエルシェバに設立されたネゲヴ大学は、ダヴィド・ベン＝グリオンの死後、ネゲヴ・ベン＝グリオン大学と改名された。
- イスラエル国防軍（IDF）の使用していたセンチュリオン戦車の改良型（ショット）が、西側メディアの俗称で「ベングリオン」と呼ばれている。
- 彼の父親アヴィグドール・グリューンは弁護士であり、シオニスト運動家であった。母親のシャインデルは彼が11歳のときに死去している。

- 死後、『タイム誌』で20世紀の最も重要な人物100人の一人に選ばれている。

- テレビというメディアを無教養なものと考えており、テレビを国民の統一と教育に使おうとしたイガエル・ヤディンの説得を退けたため、イスラエルでのテレビの普及は彼が首相を退く1960年代の中ごろからだった[19]。

- 日本との関係について、ベン＝グリオンは1952年7月1日（日本とイスラエルが国交を樹立した年である）にこう述べている。「イスラエルと日本はアジアの両端に位置していますが、この事実は両者を隔てるものではなく、むしろ結びつけるものです。広大なアジア大陸は両国をつなぐ連結路であり、アジアの運命についての意識は両国共通の思いです。」[20]